# Oligossacarídeo
Oligossacarídeos, ou oligossacáridos, são hidratos de carbono que resultam da ligação glicosídica de dois a dez monossacarídeos.
- Dissacarídeos: Quando, por hidrólise (hidrólise é quando um dissacarídeo reage com uma molécula de água, e faz com que os dois monossacarídeos fiquem hidratados e se separem), produzem dois monossacarídeos. Por exemplo:[2]

Sacarose + H2O  →  glicose + frutose
- Trissacarídeos: Quando, por hidrólise, produzem três monossacarídeos. Por exemplo:[2]

Rafinose + 2 H2O  →  glicose  + frutose + galactose
No Glicocálix existem inúmeros oligossacarídeos associados a proteínas (glicoproteínas) e lipídios (glicolipídios) que participam do reconhecimento celular, funcionando como centro receptor e sítio de reconhecimento sendo também importante para o sistema de defesa e realizando a adesão entre células.
- Commons
- Wikilivros